# Crepidotus cinnabarinus
Crepidotus cinnabarinus es una especie de hongo del orden Agaricales, de la familia Crepidotaceae, perteneciente al género Crepidotus.

## Características
El píleo tiene la forma de un pétalo o abanico, puede medir hasta 2 centímetros de diámetro y 5 milímetros  de espesor, es aterciopelado, no desarrolla tallo, su color es rojo brillante, crece solos, dispersos, en los tacones de madera y troncos muertos, especialmente en los bosques de tilo americano y de álamos  en los meses de verano y de otoño, en América del Norte. Su carne es blanca a amarillenta, el sabor y el olor es suave.